# Интерес (емоција)
Интерес је осећај или емоција који изазива пажњу фокусирану на објекат, догађај или процес. У савременој психологији се израз користи као општи појам који може обухватити и друге специфичније психолошке термине, попут радозналости и у знатно мањој мери изненађење.
Интерес има своју мимику, од којих је најистакнутија компонента мидријаза.

## Апликације
Године 2016. је откривен потпуно нови комуникацијски уређај који није захтевао никакву визуелну фиксацију или покрет очију, као код претходних таквих уређаја. Уместо тога, уређај процењује више прикривеног интереса, проценом других показатеља осим фиксирања ока, на изабраном слову на виртуелној тастатури. Свако слово има свој (позадински) круг који микроосцилира светлином у различитим временским прелазима, где се одређивање одабира слова заснива на уклапању између првог, ненамерног узорка осцилације величине зенице и другог, обрасца осциловања осветљености круга у позадини.

## Мерење сексуалног интереса
У методологији друштвених наука, када је потребно мерити интензитет (сексуалног) интересовања, су предложене као одговарајућа мера.